# ダブルブレイズ
ダブルブレイズとは、タミヤがリリースするモーターを2基搭載した四輪駆動のオフロードR/Cモデルである。アメリカ合衆国で行われているスピード競技用のモンスタートラックをモチーフとしている。

## メカニズム
- シャーシ：ABS樹脂製セミモノコック・ラダーフレーム構造
- サスペンション：F/R共にアッパーIアーム・ダブルウィッシュボーン独立懸架、コイルオーバー・フリクションダンパーを搭載
- タイヤ：F/R共に直径130mm・幅60mmのラグパターンスパイクタイプ、ホイールと組み立て済み
- 原動機：電気直流モーター、ジョンソン製540タイプを2基搭載
- ギアレシオ：18.3:1（2速に変速可）
- ボディ：ポリカーボネート製、真空成形モノコック構造
- 乾燥重量：約2,340g
- 駆動形式：前後ギアトレイン2輪独立駆動4ホイールドライブ
- 価格：15,800円

## 備考
ツインデトネーター、ワイルドダガーとは兄弟車種である。